# Призрак в доспехах: Невинность
«Призрак в доспехах: Невинность» (яп. イノセンス GHOST IN THE SHELL（仮題） Ко:каку Кидо:тай, англ. Ghost in the Shell 2: Innocence)
— полнометражный аниме-фильм 2004 года, сиквел к «Призраку в доспехах». Выпущен в прокат в Японии 6 марта 2004 года, в США 17 сентября. Бюджет составил около 2 миллиардов иен (20 миллионов долларов), из-за чего глава Production I.G Мицухиса Исикава попросил Тосио Судзуки, президента Studio Ghibli, стать сопродюсером проекта. Режиссёром и сценаристом являлся Мамору Осии, сюжет тесно связан с мангой Масамунэ Сиро. Фильм создан студией Production I.G, которая также произвела оригинал и спин-офф телесериал «Призрак в доспехах: Синдром одиночки». По словам Осии, «Невинность» — это история после ухода Мотоко Кусанаги, о любви душ, где Бато, превратившийся в живой труп, воссоединяется со своей напарницей. Хотя они находятся далеко друг от друга, у них есть взаимные чувства.
Для того чтобы фильм лучше продавался за пределами Японии, к оригинальному названию был добавлен номер — Ghost in the Shell 2: Innocence. Мировые кассовые сборы составили 10 миллионов долларов.
Наряду с этим, была опубликована книга Ghost in the Shell 2: Innocence: After the Long Goodbye, которая должна послужить приквелом к «Невинности».

## Сюжет
2032 год. Майор Кусанаги бесследно исчезла на просторах мировой сети. Но Девятый отдел по-прежнему выполняет свою работу. Бато и Тогуса расследуют серию убийств гиноидами своих владельцев.  После этого роботы самоуничтожаются. Есть основания считать, что такие действия неслучайны и убийства были преднамеренными. Кроме того, последние останки гиноидов показывают, что все они содержали нелегального «призрака». В Девятом отделе делают вывод о том, что человеческие чувства незаконно дублируются в куклах, делая роботов более реалистичными и, возможно, это является мотивом преступлений.
Специалист по технологиям и информационной войне Исикава, который также работает с Бато, рассказывает, что жертвой последнего гиноида является Джек Уолксон, сотрудник отдела доставки компании LOCUS SOLUS, который, предположительно, был ликвидирован якудзой. Предыдущий босс мафии недавно был убит гиноидом, поэтому Исикава заключает, что Уолксона казнили в акте мести. Бато и Тогуса отправляются в бар якудза, чтобы расспросить нынешнего главаря. После перестрелки с бандитами, босс признается, что его предшественник каким-то образом участвовал в LOCUS SOLUS, но настаивает, что не знает как.
После работы, вечером, Бато, войдя в магазин по пути домой, неожиданно получает предупреждение от Майора, что он в опасности. Внезапно в своём замешательстве он несколько раз стреляет себе в руку и по посетителям. Он уже хотел убить продавца, но появляется Исикава и быстро блокирует своего напарника. При замене поврежденной руки Исикава и Тогуса говорят Бато, что по поручению начальника Арамаки они следили за ним, и в магазине его кибернетический мозг был взломан, потому он выстрелил себе в руку и напал на людей. Исикава объясняет, что взлом произошёл, чтобы вызвать скандал с Девятым отделом после перестрелки в баре якудза в попытке остановить расследование.
Затем Бато и Тогуса направляются в особняк Кима, солдата, ставшего хакером и одержимого куклами. Кажущийся мертвым, он вскоре рассказывает, что «живёт» в оболочке марионетки человеческого размера и обсуждает философию со своими гостями. Ким признаёт связи с LOCUS SOLUS, сообщая, что у компании есть секретная штаб-квартира в нейтральных водах. Снова предупреждённый майором, Бато понимает, что Ким втайне взломал его кибернетический мозг и Тогусы и в настоящее время запирает их в ложную реальность. Перезагружая мозг Тогусы, Бато подчиняет Кима, замечая, что он знает, кто совершил взлом в магазине.
Решив собрать вещественные доказательства, Бато проникает на корабль штаб-квартиры LOCUS SOLUS, в то время как Тогуса удалённо взламывает системы безопасности, используя прокси-серверы Кима. Служба безопасности узнаёт о взломе и запускает вирус, который уничтожает кибер-мозг Кима. Одновременно загружается боевая программа в производственные линии гиноидов, заставляя их атаковать всех на борту. Когда Бато сражается с центром, появляется Майор, которая дистанционно управляет гиноидом, помогая Бато бороться с роботами. Взяв под контроль корабль, Майор открывает Бату правду. Нанимая якудза для торговли маленькими девочками, LOCUS SOLUS продублировала их сознание на гиноидах, дав им человеческих «призраков», чтобы сделать их более реалистичными. Бато спасает девочку из машины «дублирования призраков», и она объясняет, что Джек Уолксон, узнав правду о LOCUS SOLUS, пообещал спасти девочек, вмешиваясь в процесс создания «призраков»; это заставило гиноидов убить их владельцев, что позволило Уолксону привлечь внимание полиции и ликвидировать босса якудза. Несмотря на действия Уолксона по спасению девочек, Бато возражает, что он также стал жертвой гиноидов, причиняя им тяжёлые страдания, давая им повреждённых «призраков». Разобрав дело, Бато интересуется жизнью Майора, и она отвечает, что всегда будет рядом с ним в сети, прежде чем отсоединиться от гиноида.

## Роли озвучивали
| Актёр            | Роль                      |
| ---------------- | ------------------------- |
| Акио Оцука       | Бато                      |
| Ацуко Танака     | Мотоко Кусанаги           |
| Коити Ямадэра    | Тогуса                    |
| Тамио Оки        | Дайсукэ Арамаки           |
| Ютака Накано     | Исикава                   |
| Наото Такэнака   | Ким                       |
| Ёсико Сакакибара | Харавей                   |
| Хироаки Хирата   | Кога                      |
| Масаки Тэрасома  | Адзума                    |
| Кацуносукэ Хори  | шеф отдела криминалистики |

## Награды и номинации
- 2004 — участие в основном конкурсе Каннского кинофестиваля
- 2004 — приз «Восточный экспресс» Международного кинофестиваля в Каталонии[11]
- 2004 — премия Nihon SF Taisho Award[12]
- 2005 — четыре номинации на премию «Энни»: лучший анимационный фильм, лучшая режиссура (Мамору Осии), лучшая музыка (Кэндзи Каваи), лучшие анимационные эффекты (Хисаси Эдзура)

## Музыка
| №   | Название                                   | Длительность |
| --- | ------------------------------------------ | ------------ |
| 1.  | «Dungeon»                                  | 1:25         |
| 2.  | «Kugutsuuta ura mite chiru»                | 3:40         |
| 3.  | «Type 2052 Hadaly»                         | 4:06         |
| 4.  | «River of Crystals»                        | 5:49         |
| 5.  | «Attack of the Wakabayashi»                | 3:32         |
| 6.  | «Etorofu»                                  | 3:55         |
| 7.  | «Kugutsuuta aratayo ni kamutsudo hite»     | 5:12         |
| 8.  | «The Doll House I»                         | 1:32         |
| 9.  | «The Doll House II»                        | 2:56         |
| 10. | «Kugutsuuta kagirohi ha yomi ni mata muto» | 9:47         |
| 11. | «Tohokami Emitame»                         | 0:33         |
| 12. | «Follow Me»                                | 5:01         |

Музыка: Кэндзи Каваи (1—11), Хоакин Родриго (12).
Аранжировка: Кэндзи Каваи.
Слова: Кэндзи Каваи (2, 7, 10), Миу Сакамото (4).
Follow Me — кавер-версия Кимико Ито песни Демиса Руссоса на мелодию из Adagio Аранхуэсского концерта со стихами Херберта Крецмера и Хэла Шапера.
Вокал: Nishida Kazue Shachu (2, 7, 10), Кимико Ито (4, 12), Ёсико Ито (11), Кадзуми Нисида (11), Таэко Симидзу (11).
Струнные: Uchida Group, перкуссия: Юки Сугавара, тайко: Хироси Мотофудзи, фортепиано: Фумито Хирата, бас: Тору Казэ, барабаны: Сиро Ито.

## Выпуск

Американский DVD, вызвавший недовольство западных зрителей

Компания DreamWorks выпустила аниме Ghost In The Shell 2: Innocence на DVD в США 28 декабря 2004 года. Это было издание с соотношением сторон 1,85:1 (анаморфированное изображение), а звук — Dolby Digital 5.1 и стерео. Фильм вышел только с оригинальной японской звуковой дорожкой и субтитрами (английскими, французскими и испанскими). Руководство DreamWorks рассчитывало дать зрителю фильм в неискажённом виде. Но отсутствие английской звуковой (дублированной) дорожки вызвало шквал критики со стороны американских зрителей, предпочитавших слушать дубляж, а не читать с экрана. Другая претензия была уже от поклонников манги, им не понравился «коммерческий» стиль обложки диска, не передававший «артистизм» кинокартины. В первом выпуске видеоряд оказался безупречного качества — с хорошей резкостью, выдающимся цветовым балансом и прекрасным отображением персонажей. Анимация в этом DVD не страдает от алиасинга. Субтитры c крупным непривлекательным шрифтом в варианте для широкоэкранных телевизоров были на том же месте, как и у узкоэкранных (на широком экране их часто размещают ниже). Кроме того, использовались надписи для глухих, например, «[звук вертолёта]» и «[люди разговаривают]». Японская звуковая дорожка формата 5.1 существенно более громкая, звук более полный и направленный, чем в дорожке 2.0. Фоновые шумы представлены на нужных уровнях, не мешая основному действию. На обложке Бато выглядит как Кейбл, что раздражало западных отаку, но вызвало меньший отклик по сравнению с субтитрами. Компания Go Fish, которая выпустила фильм совместно с DreamWorks и занималась производством DVD, признала недостатки издания.
Диск содержал дополнительные материалы: превью «Призрак в доспехах», «Синдром одиночки», «Актриса тысячелетия», японский трейлер «Невинность», этапы создания фильма (адаптация, озвучивание, музыка, компьютерная графика), комментарии режиссёра.
В 2005 году Bandai Entertainment выпустила диск Ghost in the Shell 2: Innocence — Music Video Anthology. Это сборник видеоклипов из фильма, в основном с фоновой музыкой. Были интересны изображения CGI, которые использовались для иллюстрации песен. Они не пересказывали сюжет, а просто являлись качественной анимацией. Цвета сильные, детали и линии в порядке. Цифровых дефектов нет. Звук с прекрасным диапазоном и отличной чёткостью на выбор — Dolby Digital 5.1 или DTS 5.1, в дополнение к расширенному стереофоническому режиму  DiMAGIC Virtualizer X. Также присутствовали два инструментальных бонусных видео и три трейлера.
3 ноября 2006 года «Призрак в доспехах: Невинность» был показан на Пятом московском аниме-фестивале.
6 декабря 2006 года появились Blu-ray от Buena Vista Home Entertainment. Формат остался таким же — 1,85:1, с небольшими полосами вверху и внизу кадра, звук был значительно улучшен — LPCM 7.1, DTS-ES Discrete 6.1 и Dolby Digital EX 5.1. Диск предназначался для японского рынка, поэтому главное меню и интерактив представлены без перевода. Видео 1080p кодировалось в MPEG-2. Картинка выглядит хорошо, хотя и не замечательно. Изображение немного мягкое и имеет заметные «артефакты» ступенчатых градиентов в нескольких сценах, а также незначительные зернистость и шум. Цвета приличные, но палитра более сдержанная и неяркая. Разница между DVD и Blu-ray намного меньше, чем ожидалось: есть улучшение в мелких деталях, крупном плане глаза киборга — серийные номера на радужной оболочке легче читаются. Предыдущее издание также имело превосходную передачу с хорошим масштабированием для отображения на экране высокой чёткости — чистые линии в анимационных фильмах, как правило, облегчают процесс.
Этот Blu-ray обошёлся без ошибок первого DVD. Звук LPCM 7.1 потрясающий, громкий и всеобъемлющий, с резкими эффектами, глубоким басом и агрессивным охватом, его качество эталонное. Звуковые дорожки готовил звукорежиссёр Рэнди Том. Английские субтитры были взяты из удачного американского перевода Линды Хоглунд и Джудит Алей. Все дополнительные материалы на Blu-ray добавлены из японской версии и не переведены: комментарии Мамору Осии и режиссёра анимации Тосихико Нисикубо, видеоклипы на 35 минут. В меню в качестве пасхального яйца использован «Follow Me», где размещены документальный фильм о создании картины (выпуск и маркетинг, история франшизы «Призрак в доспехах», студии Production I.G и Осии, «Создание Невинности», интервью с аниматорами), трейлеры и телевизионные ролики.
Последующие выпуски мало чем отличались от Blu-ray 2006 года — добавлялись новые озвучивания по лицензии.
В 2018 году, когда была издана ремастированная версия на 4K Ultra HD Blu-ray. Видео в выпуске в формате 1,78:1 (16:9), изображение сверхвысокой чёткости, звук LPCM 2.0, DTS-HD Master Audio 7.1 и DTS Headphone: X. Этот выпуск занял 123 место в чарте Oricon. Аниме исходно было создано на 35-мм киноплёнке, которую отсканировали в высоком разрешении. Соответственно, после мастеринга, цветовая гамма BT.2020 выглядит гораздо богаче и насыщеннее. Некоторые мелкие надписи стали читабельными. Больше всего удивляли тени, спрятанные в тёмных областях, это добавляло глубины изображения в сочетании с реалистичными объектами. Тем не менее, что касается анимации, даже если её улучшили, она изначально была рисованной (аналоговой) с компьютерной графикой. В конце 2010-х годов основным производственным стандартом аниме всё ещё оставался Full HD. Звучание на диске отличное, но без существенных изменений. В любом случае, «Невинность» обрела второе дыхание. В 2025 году в честь 20-летия 4K-версия фильма показывается в кинотеатрах Японии (например, Toho Cinemas в Хибие, Токио). Мамору Осии положительно оценил предварительный просмотр на большом экране, отметив мельчайшие детали, нарисованные вручную и обработанные с помощью компьютерной графики, которые не получалось воспроизвести много лет назад, а также улучшение качества изображения при высоком разрешении.
2 марта 2025 года автор рассказал, что хочет сделать продолжение, но при определённых условиях. Режиссёр начал работать над третьим фильмом, но не смог реализовать, осталась одна недоработанная вещь, подробности не разглашались. Проблема заключается в том, что Мотоко для него — Ацуко Танака, которая скончалась в 2024 году. Осии считает, что она не может являться лишь духом в третьем фильме, как было во втором. Существует вариант, что Мотоко оставят без голоса. Спустя 20 лет создатель чувствовал, что его идеи и эмоции не изменились, именно это и задерживает производство.

## Отзывы и критика
Metacritic дал 68 баллов из 100 на основании 27 рецензий. На Rotten Tomatoes рейтинг составляет 65 % с учётом 99 мнений критиков. «Невинность» входит в число 50 ключевых аниме-фильмов по мнению обозревателей Британского института кино. Журнал Paste присудил 50 позицию в списке 100 лучших аниме-фильмов. 73 место среди 100 лучших анимационных фильмов по версии журнала Time Out.
Джонатан Клементс и Хелен Маккарти в энциклопедии указали, что «Призрак в доспехах: Невинность» появился на фоне успеха сериала «Синдром одиночки». Хотя сиквел в значительной степени опирается на главу оригинальной манги «Робот Рондо», используя персонажей и обстановку, созданных Масамунэ Сиро, это во многом работа Мамору Осии. Поскольку Мотоко Кусанаги в основном отсутствует, «Невинность» сосредоточена на Бато. Сюжет, однако, имеет второстепенное значение для обычных экзистенциалистских диалогов Осии и продолжительных снимков города, в том числе анимации китайской карнавальной сцены, которая, предположительно, заняла целый год. Усилия и затраты показывают, что фильм многое делает для повышения репутации аниме как в высококачественной компьютерной графике, так и в непроходимых, бестолковых философских спорах.
Журнал «АнимеГид» дал высокую оценку — 9 из 10 баллов. По мнению рецензента, несмотря на возросшие технические возможности, режиссёр пребывает в своей небольшой вселенной, очень далёкой от всех остальных. Как бы Осии не старался, у него всё равно получается «Полиция будущего». Непонятно, сделал ли он шаг вперёд или остался на месте. Если первый фильм имел хотя бы относительное отношение к манге, то его продолжение совсем другое. Как заведено, сюжет линеен и вполне предсказуем. Не стоит искать в нём детективных историй «Синдрома одиночки» или юмористического боевика. Бесполезно требовать что-то от Осии: зрители, негодующие из-за отсутствия «крутого сюжета», игнорируют саму суть этой картины. Бато несчастен, единственной отдушиной для оперативника, так и не нашедшего любви, является его верный пёс. Это выражено практически через дословную цитату «Мастера и Маргариты». Бато страдает от потери напарника, которому он мог открыться. Осии уже дал чёткий ответ на этот вопрос: человек — «дух в оболочке» и главное то, что внутри. В теории, сюжет должен создавать гармонию в дополнение к видеоряду и персонажам. Фильм оказался перегружен в смысловой области, но такой постмодернистский приём входил в планы режиссёра. У него есть свои погрешности, но их стоит простить Осии в благодарность за то, что он делает это с чувством.
Slant Magazine поставил 2 звезды из 4 и подчеркнул: «Невинность» так много думает, что в конечном итоге сказать нечего. Осии бросает главных героев в постоянные споры о природе реальности и автоматизации посредством бесчисленных столкновений с куклами и бандитами. Он в значительной степени озабочен устареванием человеческой расы, и некоторые из наиболее пугающих последовательностей представляют собой синергию реального и искусственного. Внимание к деталям восхитительно, и отвлекающие время и пространство вызывают то, на что похожи Sky and Water Эшера. Жаль, что «Невинность» настолько непроницаема, как эстетически, так и философски. Какими бы ошеломляющими ни были некоторые декорации фильма, всё многогранное бестолковое творение выглядит, будто оно свободно связано с сексом, технологиями, политикой, насилием и детерминизмом. Хотя Осии явно очарован копированием человечества, бессвязные философские размышления о симуляции и механизации в лучшем случае утомительны: меньше о жизни и больше о брандмауэре и антивирусе компьютера.
Манола Даргис из The New York Times написала, что андроиды не мечтают об электроовцах в медитации Мамору Осии в тени мира машин. Они грезят о самоубийстве и насилии как скорбящие вдовы. В этом печальном, часто потрясающе красивом аниме, где секс-куклы совершают виртуальное харакири против водоворота кинематографических интриг, философских спекуляций, сногсшибательных образов и серьёзной научной фантастики, ядовитое облако нависает над всеми завтрашними вечеринками. Это приводит к катастрофическим последствиям, и со временем возникает знакомый сценарий шока будущего, в котором машины кажутся более человечными, чем их хозяева. «Невинность», как и почти все научно-фантастические фильмы последних двух десятилетий, обязана шедевру Ридли Скотта «Бегущий по лезвию», что открыто признаёт Осии. Режиссёр использует цитаты Декарта, Мильтона, отсылает на Якоба Гримма, Айзека Азимова и Жана-Люка Годара, строки из Псалома 139 и, что самое удивительное, на Ханса Беллмера. Как и многие художники, Осии явно получает удовольствие от изображения женской формы во всех её проявлениях, но его куклы разрывают свои оковы и иногда отрывают мужские головы. Ближе к финалу он представил поэтическую концепцию «дублирования призраков». «Невинность» — богатство визуальных чар, плавное сочетание старых и новых методов анимации с персонажами, такого в полнометражном фильме должно быть больше, чем дешёвых шуток, ложного пафоса и потворства. Это также доказывает, что несмотря на голливудское мышление, 2D остаётся жизненно важной технологией. Камера сужается с высоты птичьего полёта, как будто Осии полагал, что ответы на вопросы фильма могут быть найдены в естественном мире и его жестоких остатках, в уединённом месте за пределами машин. В калейдоскопе с изображениями животных, воинами и золотыми пагодами, он также считает, что прошлое может предложить другие ответы. В «Невинности» «призрак» и машина сталкиваются друг с другом, в то время как загадки Вселенной продолжаются.
Стивен Хантер в обзоре The Washington Post отметил, что впечатляющее продолжение «Призрака в доспехах», возможно, не так хорошо, как первое, но это путешествие во вселенную почти невозможно описать, оно настолько яркое, что, посетив его, никогда не забыть. Можно думать о «Бегущем по лезвию» и о том, что представляют себе лучшие аниматоры «Диснея» в фильмах о сакэ и якудзе, и ощутить тайные удовольствия. Традиционная и компьютерная анимация создают ослепительный эффект. Идеи столь же провокационны, как и искусство, которое их выражает, размышляя о значении системы, преданности и человечности во взрослом дискурсе. Экстремальное насилие не является чем-то необычным. «Воссоединение» между двумя псевдочеловеческими фигурами — то, чего жаждет Бато, хотя он не уверен, почему — быть может, это любовь к Мотоко. Сюжетная обстановка мало чем отличается от «Бегущего по лезвию»: охота на смертоносных гиноидов (или «репликантов»). В какой-то момент можно простить за то, что дух в оболочке — не Майор, а Сем Пекинпа. Фильм также одержим стилем нуар: призрачные городские пейзажи, дождь, отражение, преломлённый свет, густой сигаретный дым. Одинокий ироничный Бато является неким подобием Филипа Марлоу, начитанный, всегда глубокомысленно цитирует литературу. Как и Ридли Скотт, Осии иногда останавливает поступательное движение, чтобы просто предаться удовольствиям от зрелища — парад призраков гремит по улицам города в тени мечтаний о японской культуре. Это потрясающе, но в конечном итоге не имеет значения. «Призрак в доспехах: Невинность» по-прежнему блестящий фильм, хотя и не такой динамический, как первый, он любит исследовать грань между человеком и машиной. Но разница между человеком и животным гораздо более дерзкая.
Сайт THEM Anime написал, что сиквел вышел почти 10 лет спустя, и ожидание того стоило. Интересна подача диалогов, хотя большинство зрителей могут считать это довольно проблематичным и отвлекающим от просмотра. Настоящая проблема в том, что люди придают большее значение поиску того, откуда берутся цитаты, а не тому, что они на самом деле означают. Ссылки на авторов лишние для тех, кто много читает, но в глазах человека, который не знает, кто такой Мильтон, диалоги работают отлично. Люди повсюду писали: «Мне это не нравится, потому что не обсуждается то, что было в первом фильме». Они рассматривали разные вещи: послание первого «Что значит быть человеком?», а второго — «Каково восприятие жизни и воссоздание себя?». Большинство пришли к такому выводу: если человек когда-либо сможет по-настоящему радоваться своему нынешнему уровню существования, то он наделён ограниченным сознанием. Сиквел не слишком развивает персонажей, так как в основном сосредоточен на глубоком понимании, подобно фильму «Ковбой Бибоп». Но по большей части у героев есть индивидуальность, между Бато и Тогусой существует чёткое разделение. Качество анимации довольно хорошее, но со справедливой долей недостатков: 3D великолепно, 2D не в состоянии удержаться на высоте, не видно персонажей, только очень сложные фоны. Освещение высокого уровня, хотя можно наслаждаться карнавалом по всему городу. Финальный видеоряд является наиболее ярким использованием 3D в фильме, главным образом благодаря визуальному мастерству и тщательной координации. Но в целом, большее впечатление от 2D-анимации было в первом фильме. Если бы это сделал не Осии, то трудно заинтересовать зрителей. Музыка Кэндзи Каваи значительно улучшена по сравнению с оригиналом, потому что здесь всё выглядит менее удручающе и гораздо более страстно и драматично. Это фильм для терпеливых людей, которым интересно услышать понимание мира.